# Movember

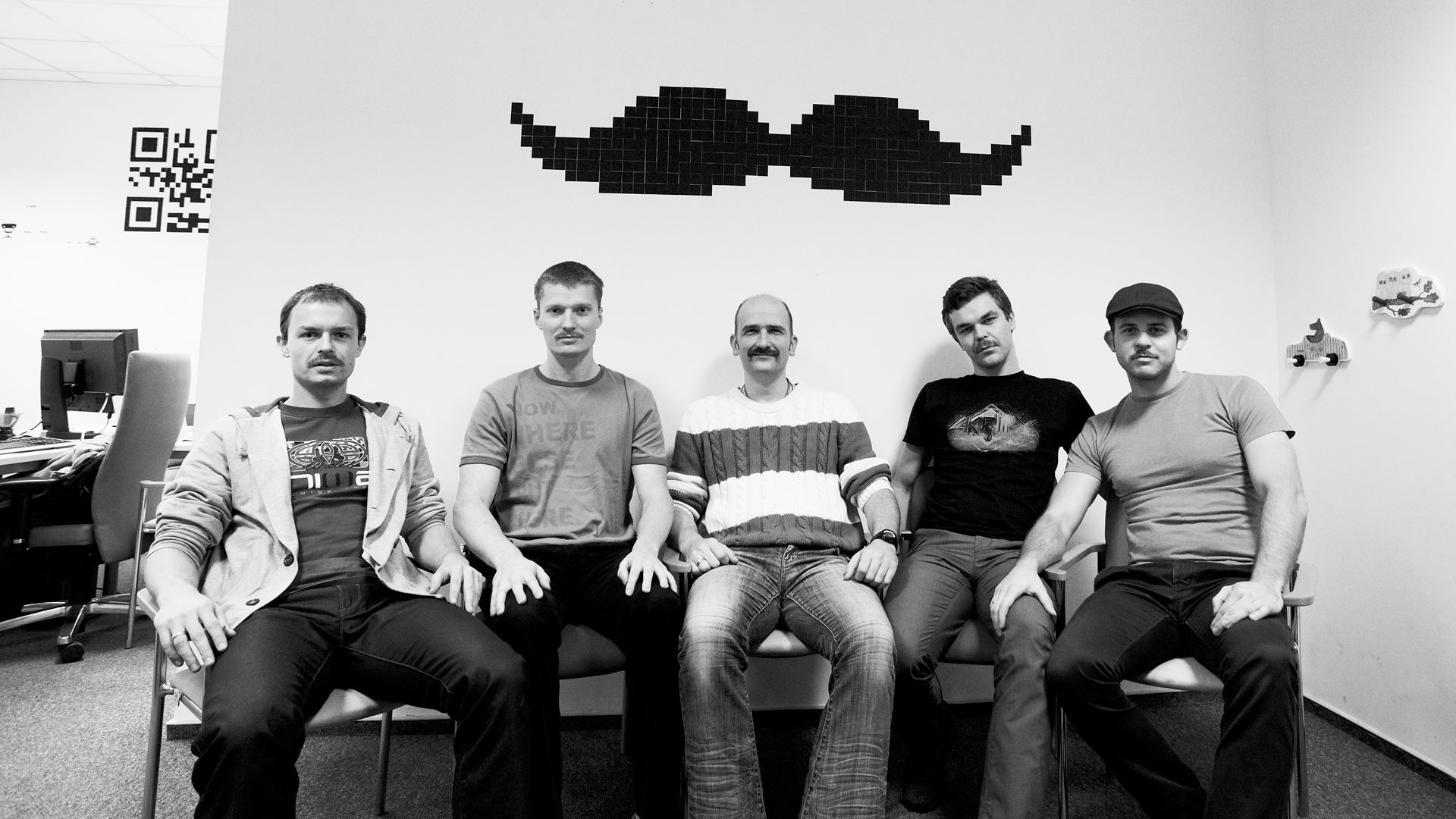
Un groupe d'hommes présente une moustache développée dans le cadre de la campagne Movember.

Movember, parfois nommé Mouvembre en français, ou encore novembre bleu, est un événement caritatif annuel et international organisé par la fondation Movember Foundation Charity. Chaque année au mois de novembre, les hommes du monde entier sont invités à se laisser pousser la moustache pendant 30 jours dans le but de sensibiliser l'opinion publique et de lever des fonds pour la recherche sur les maladies masculines telles que le cancer de la prostate ou celui des testicules, ainsi que sur les problèmes de santé mentale souvent tabous chez l'homme. Le nom est un mot-valise construit sur la contraction de « mo », abréviation de moustache en anglais australien, et de « November » (novembre en anglais). Lancé en 2003 en Australie, l'évènement est devenu mondial et officiellement organisé dans plus de 20 pays.

## Objectifs

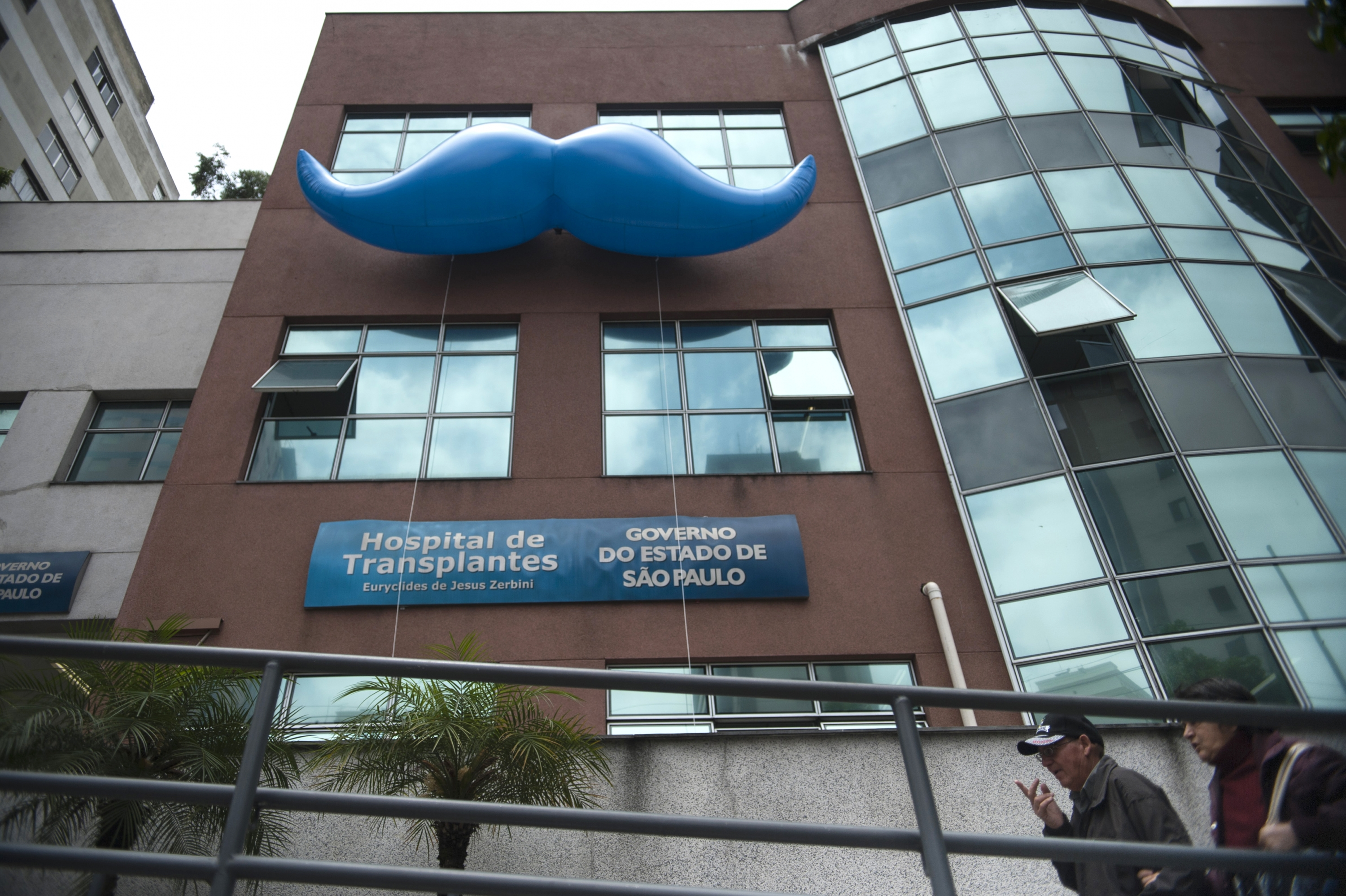
Ballon en forme de moustache sur le mur d'un hôpital public au Brésil, novembre 2013.

Le but premier est de sensibiliser l'opinion sur des problèmes de santé masculins peu abordés en général, ainsi que de récolter des dons pour aider la recherche médicale. La fondation Movembre part de deux constats. Le premier constat est que les hommes ont tendance à négliger leurs problèmes de santé et font souvent moins de dépistage de cancer que les femmes, et plus particulièrement les hommes jeunes qui sont pourtant particulièrement concernés par certains cancers. Le deuxième constat est que les problèmes psychologiques, tels que la dépression, sont beaucoup plus tabous chez les hommes que chez les femmes,. Movember se concentre ainsi à l'origine sur deux aspects précis de la santé masculine : 
- le cancer de la prostate et le cancer du testicule.
- la santé mentale.

Avec le temps, les sujets mis en avant évoluent et voient se rajouter la question du suicide chez les hommes, ainsi que celle de la pression sociale et des stéréotypes sur la virilité, qui peuvent être difficiles à assumer psychologiquement.
En 2021, Movember annonce l'objectif de faire baisser de 25% le nombre de décès prématurés chez l'homme d'ici 2030.

## Principes

### La moustache
Les hommes qui souhaitent prendre part à Movember s'inscrivent sur le site officiel de la fondation, et commencent le mois rasés de près. Ensuite, tout au long des 30 jours du mois de novembre, ils se doivent de laisser pousser leur moustache et de l’entretenir,. Aucun bouc ni barbe ne sont autorisés, les poils doivent être concentrés uniquement au-dessus de la lèvre supérieure.

### Récolte de dons
En plus d’afficher de manière pilaire leur soutien à la cause, les participants sont encouragés à récolter des dons par le biais notamment des réseaux sociaux et des cagnottes en ligne. Les hommes prenant part à l'événement publient des photos de l'avancement de la pousse de leur moustache et incitent leurs amis à financer l'association caritative qu'ils ont choisie.

### LesMo Broset lesMo Sistas
Un participant à Movember est appelé Mo Bro, de l’anglais « brother » signifiant « frère ». Les Mo Bros s'encouragent mutuellement et se donnent des conseils, tout en menant une compétition amicale pour obtenir la plus belle moustache.
Une Mo Sista, de l'anglais « sister » traduit par « sœur », est une femme qui soutient activement un participant de Movember. Par des mots d’encouragement et des conseils, elles les aident à assumer un nouveau look qui n'est pas toujours facile à adopter.

## Histoire

### Origines

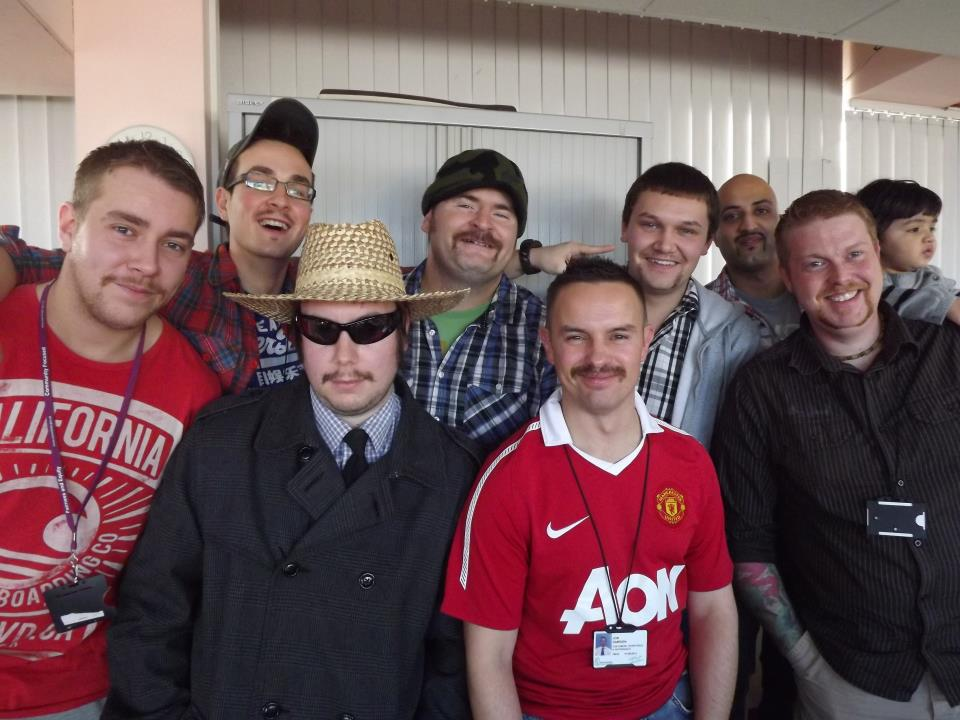
Un groupe d'homme se laissant pousser la moustache dans le cadre de Movember.

C'est à Adélaïde, en Australie, en 1999, qu'un groupe de jeunes hommes se lance pour la première fois le défi de se laisser pousser la moustache durant tout le mois de novembre. Profitant de l'originalité du concept, ils vendent des t-shirts qui leur permettent de récolter des fonds pour des associations caritatives telles que la RSCPA (association contre la cruauté envers les animaux). L'initiative reste toutefois isolée et sans lendemain.
En 2003, un groupe d'amis issus de Melbourne lance une idée similaire. Constatant que les hommes sont moins attentifs à leur santé que les femmes et que les maladies masculines demeurent taboues, ces Australiens invitent 30 hommes à se laisser pousser la moustache pendant 30 jours. Cette opération a pour but d'attirer l'attention du public sur des maladies touchants les hommes, particulièrement le cancer de la prostate et la dépression. Adam Garone, Travis Garone, Luke Slattery, et Justin Coughlin inspirent ainsi 26 de leurs amis pour remplir le défi. L'année suivante, en novembre 2004, le défi est lancé à plus grande échelle et voit près de 500 hommes se laisser pousser la moustache. Le mouvement ajoute la collecte de dons à ses objectifs, et parvient à obtenir 54 000 dollars australiens, qui sont reversés à la Prostate Cancer Foundation of Australia, et constitue à l'époque la plus grande donation jamais reçue par cette institution,.
L'évènement connaît un succès grandissant au fil des années, et le groupe d'organisateurs devient officiellement en 2007 la Movember Foundation Charity.

### Succès

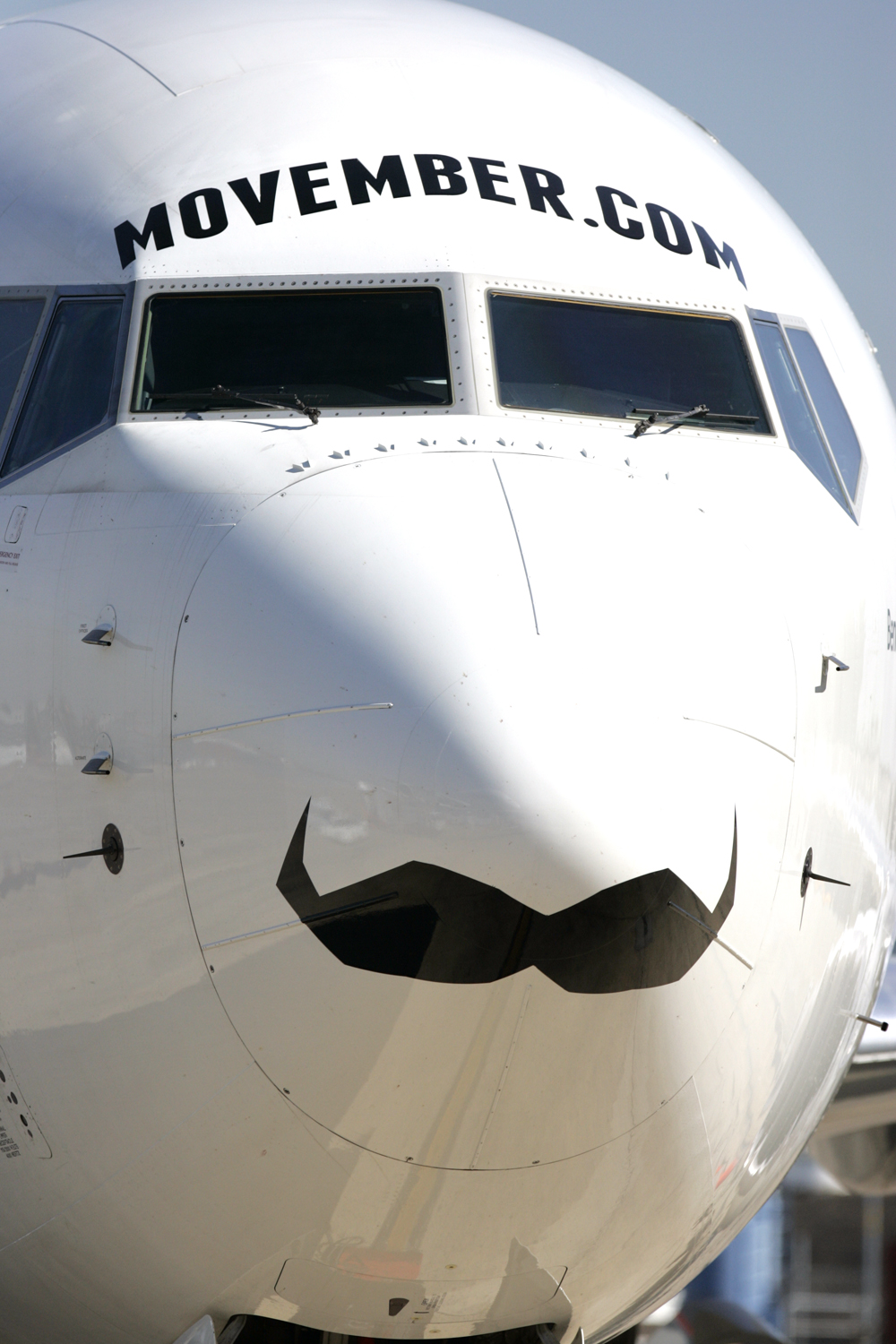
Qantas Wallabies dévoile un Boeing 737-800 arborant une moustache.

Le Global Journal estime que Movember est l'une des plus grandes associations non-gouvernementales mondiales. Entre sa création en 2003, et 2022, la fondation Movember a récolté 719 millions de dollars à travers le monde. Les dons sont reversés à des instituts médicaux de recherche contre le cancer dans différents pays. Au total, depuis 2003, plus de 1200 projets ont été financés,.
On compte en 2020 plus d'une vingtaine de pays participant dans le monde parmi lesquels l'Australie, la Nouvelle-Zélande, le Royaume-Uni, l'Irlande, les États-Unis, le Canada, l'Afrique du Sud, la Finlande, les Pays-Bas, le Danemark, la Norvège, la Belgique, la République Tchèque, l'Espagne, Hong Kong, Singapour, la France, l'Allemagne, la Suède, la Suisse et l'Autriche, le Salvador, le Kazakhstan, et le Japon. Le Canada est le pays le plus actif et le plus impliqué dans le mouvement, devant l'Australie, en termes de nombre d'événements ou de montant de dons collectés,. De nombreuses initiatives voient le jour notamment dans les universités du pays, avec une diversification des actions organisées : rencontres sportives, vente de t-shirt ou de calendrier,,.
2012 voit la première édition en France. La page française officielle sur Facebook dénombre 8 420 abonnés au 21 avril 2013. Et sur Twitter, ils sont plus de 20 000 followers à suivre Movember. Dans le monde, cette année-là, plus de 1,1 million de personnes ont participé, rapportant ainsi 101 584 371 euros à l'association. Ce succès est majoritairement dû au caractère viral de l'événement qui se partage et se relaie sur les réseaux sociaux, principaux vecteurs de communication.
Au fil des années, plusieurs marques s'associent à Movember, en prenant diverses initiatives autour de la moustache. En 2012, Monsieur Propre, le célèbre personnage de la marque de produits d'entretien du même nom, a apporté sa contribution en se laissant pousser une moustache au fil des clics « J’aime » et des dons rapportés sur Facebook et Twitter. Une autre initiative devenue récurrente pour marquer son soutien à Movember est de dessiner une moustache à l'avant de certains véhicules de transport public. À partir de 2011, la compagnie australienne Qantas décore un avion d'une moustache sous le cockpit. En 2020, ce sont les bus de Swan Transit, à Perth, qui arbore une moustache, tout comme les bus et taxis de la société CDC dans l'État de Victoria.
Depuis les années 2010, des célébrités s'engagent publiquement pour Movember en portant la moustache, comme le joueur américano-mexicain de hockey sur glace Auston Matthews, le basketteur américain Kevin Love, ou le chanteur de country Jackie Lee.
En France, Movember a du mal à trouver une audience et ne rencontre pas le même succès que dans les pays anglophones. En 2022, les joueurs de l'équipe de France masculine de rugby à XV se laisse pousser la moustache, et, lors du match contre l'Afrique du Sud le 12 novembre, le logo du principal sponsor sur le maillot des Bleus est inversé afin de figurer une moustache.

## Autres activités
À la fin du mois de novembre, des fêtes sont organisées partout dans le monde pour célébrer ceux « qui ont sacrifié leur lèvre supérieure pendant un mois ». Les hommes s'y déguisent alors en moustachus connus comme les Village People ou Magnum. Chaque pays élit ensuite le Mo Bro de l'année.
Une élection internationale de « Monsieur Movember » met en compétition les 21 gagnants nationaux à la fin du mois. Un jury et les fans votent pour celui dont le visage représentera le mouvement pour l'année à venir.
Depuis 2010, des Moscars sont organisés à chaque édition. Les participants envoient une vidéo de quatre minutes témoignant de leur implication pour la fondation et un jury décerne ses récompenses dans diverses catégories.

## Critiques
Certains universitaires et médecins critiquent l'aspect jugé trop récréatif et peu sérieux de Movember, qui ferait passer l'évènement à côté de son but premier, à savoir rompre certains tabous et engager de vraies discussions sur les sujets de santé masculine. En 2012, le British Medical Journal publie un article déclarant que « Movember insiste trop sur la prévention et sur des recommandations de fréquence d'examens de dépistage qui ne sont pas basées sur un consensus médical, et pêche à fournir des informations vraiment utiles » alors que par ailleurs « les sujets plus importants comme les maladies mentales, l'alcoolisme, le tabagisme et l'obésité ne sont pas abordés. »
En 2015, une étude sociologique menée par les universités de Delft et de Twente déclare que : « Nous avons mis en évidence que dans les pays où Twitter est utilisé comme vecteur pour la campagne de Movember les utilisateurs se concentrent essentiellement sur l'aspect social de Movember, avec peu de tweets évoquant les sujets de santé. De plus, les utilisateurs évoquant les sujets de santé se contentent le plus souvent de déclarations générales, au lieu de se concentrer sur les deux sujets que Movember est censé promouvoir (le cancer et la santé mentale). Et de façon surprenante, le sujet de la santé mentale n'est quasiment évoqué par personne. »

## Événements similaires
Il existe d'autres événements annuels en rapport avec la pilosité faciale. On pense par exemple à No Shave November, ou le plus populaire Mustache March, qui voit depuis la guerre du Viêt Nam des militaires de l'US Air Force se laisser pousser la moustache en signe de défiance vis-à-vis des règles strictes dans l'armée. Ces événements ne sont pas affiliés à Movember, et ne sont pas enregistrés en tant qu'associations caritatives.